# Salama da Sugo

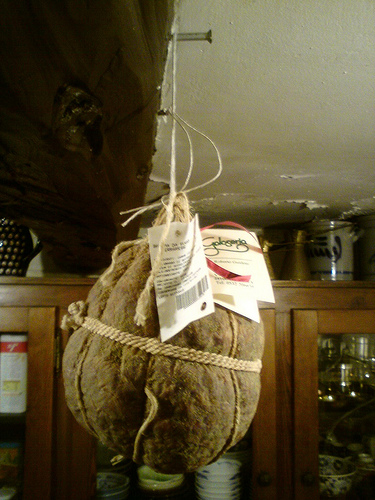
Salama da Sugo

Salama da Sugo ist eine italienische Rohwurst. Die Salami ist eine Spezialität aus der Provinz Ferrara in der Emilia-Romagna und in der Europäischen Union seit 2014 ein Produkt mit geschützter geographischer Angabe (g.g.A., italienisch IGP). Sie wird in Ferrara und Umgebung auch als Salamina oder Salama ferrarese bezeichnet.

## Herstellung und Zubereitung

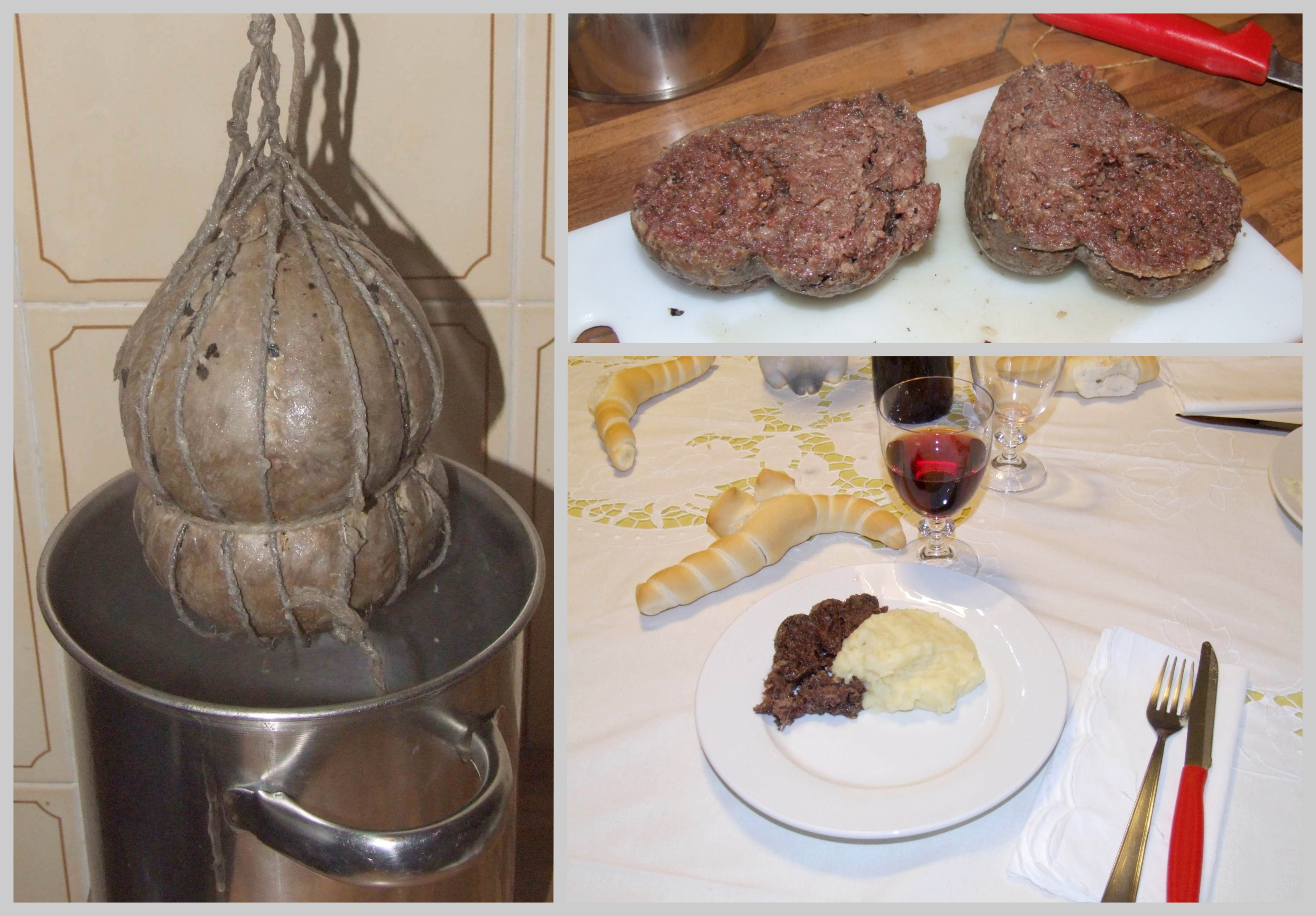
Gekocht und mit Püree servierte Salama da Sugo

Für die Herstellung wird Schweinefleisch von mindestens neun Monate alten Schweinen verwendet, die ein Lebendgewicht von mindestens 160 kg (± 10 %) aufweisen. Die Fleischmischung der Salama da Sugo besteht aus verschiedenen, zum Teil unterschiedlich gewichteten Teilstücken. Die drei Hauptbestandteile mit jeweils 25 % stammen von der Schweinebacke, vom Schweinenacken und vom Schweinebauch. Dazu kommen noch 20 % von der Schweineschulter, während der restliche Anteil sich fast gleichmäßig auf Zunge und Leber aufteilt. Zusätzlich kann der Mischung noch Rückenspeck beigemengt werden.
Im Gegensatz zu den anderen Teilstücken, die alle mit dem Fleischwolf zerkleinert werden, kann die Zunge auch mit der Hand in kleine Würfel geschnitten werden. Die Würfel werden anschließend für 24 Stunden in Rotwein eingelegt und dann der übrigen Mischung beigemengt. Gewürzt wird die Fleischmischung mit grobem Meersalz, schwarzem Pfeffer – gemahlen oder in Pfefferkörnern – und Rotwein. Als Rotwein, der nicht älter als 18 Monate sein darf, kommen nur bestimmte Sorten aus der Romagna in Frage, unter anderem Fontana, Lambrusco oder Merlot di Bosco Eliceo. Der Mischung können zudem Zimt, Muskat und Gewürznelken sowie als teilweiser Rotweinersatz Brandy, Grappa oder Rum beigemengt werden. Zugelassen sind zudem Konservierungsmittel.
Bevor die Mischung mit der Hand in Schweineblasen gefüllt wird, die vorher mindestens zwei bis maximal zwölf Monate in Salz eingelegt waren, muss sie zwischen zwei und 120 Stunden ruhen. Anschließend wird das zwischen 1200 und 2200 g schwere Produkt mit der Hand so verschnürt, bis die Salama di Sugo ihre charakteristische in acht-stückige Melonenform erhält. Vor der Reifung wird das Produkt bei einer Raumtemperatur zwischen 15 °C und 20 °C für maximal fünf Tage getrocknet. Die Reifung dauert mindestens sechs bis maximal 24 Monate bei 6 °C bis 18 °C Raumtemperatur. Die Wurst besitzt danach ein Gewicht zwischen 700 und 1400 g. 
Nach Produktionsvorschrift muss die Salama da Sugo mit g.g.A. in der Provinz Ferrara mit Ausnahme der an der Adriaküste gelegenen Gemeinden verarbeitet, gereift und für den Handel verpackt worden sein. Sie wird gekocht serviert, dazu muss sie vorher von Reifeschimmeln gesäubert werden und fünf bis sechs Stunden in lauwarmen Wasser eingeweicht werden. Anschließend wird sie so im Topf aufgehängt, dass sie beim Brühen nicht mit dem Topf in Berührung kommt, um ein Einreißen der Haut zu vermeiden. Sie kann dabei auch vorher von der Schnur befreit und in einen Leinensack gehüllt werden. Nach sechs bis acht Stunden Brühzeit wird sie mit Kartoffel- oder Kürbispüree gereicht.
Um die Zubereitungs- und Kochzeiten zu verkürzen, wird sie im Handel, wie Cotechino oder Zampone bereits vorgebrüht und in kochfester, luftdichter Verpackung angeboten. In diesem Fall beträgt die Kochzeit 20 bis 30 Minuten.

## Geschichte
Die Salama da Sugo lässt sich bis an den Renaissance-Hof der Este im 15. Jahrhundert zurückverfolgen. Sie wurde erstmals in einem Brief von Lorenzo il Magnifico aus dem Jahr 1481 erwähnt, den der Medici als Dank für das von Ercole I. d’Este erhaltene Geschenk verfasst hatte. Erste Hinweise auf die Zubereitung lieferte Cristoforo di Messisbugo, der als Scalco die Aufsicht über der Hofküche der Este führte, in seinem 1549 erschienenen Werk Banchetti composizione di vivande e apparecchio generale.
1772 widmete der aus Ferrara stammende Geschichtsschreiber Antonio Frizzi ein Gedicht mit Namen La Salameide der Salama da Sugo. Er lobt darin die Ferrareser Ursprünge der Wurst und geht dabei auf spielerische Art auf ihren weiblichen Namen ein. Pellegrino Artusi erwähnt sie in seinem 1891 erstmals erschienenen berühmten Kochbuch La scienza in cucina e l’arte di mangiar bene aus unbekannten Gründen allerdings in der männlichen Form Salami da sugo ferraresi.
Eingang fand sie in den literarischen Werken von Giosuè Carducci, Giorgio Bassani, Riccardo Bacchelli, Piero Camporesi und Guido Piovene.